# Zheng Linli
Zheng Linli – chińska judoczka.
Zajęła trzecie miejsce w drużynie na mistrzostwach świata w 1998. Startowała w Pucharze Świata w 1998 i 1999. Wicemistrzyni Azji w 1997. Brązowa medalistka uniwersjady w 1999 i  2001. Druga na igrzyskach wojskowych w 1999 roku.